# بخش مندی
بخش مندی (به انگلیسی: Mandi district) یک منطقهٔ مسکونی در هند است که در هیماچال پرادش واقع شده‌است. بخش مندی ۳٬۹۵۱ کیلومتر مربع مساحت و ۹۹۹٬۷۷۷ نفر جمعیت دارد.